# Agathomyia intermedia
Agathomyia intermedia är en tvåvingeart som beskrevs av Shatalkin 1980. Agathomyia intermedia ingår i släktet Agathomyia och familjen svampflugor. Inga underarter finns listade i Catalogue of Life.